# شهرستان آدیسون (ورمانت)
شهرستان آدیسون، ورمانت (به انگلیسی: Addison County, Vermont) یک سکونتگاه مسکونی در ایالات متحده آمریکا است که در ورمانت واقع شده‌است.

## خصوصیات
شهرستان آدیسون ۲٬۰۹۲٫۷۲ کیلومترمربع مساحت دارد.